# Georg Luber (Fußballspieler)
Georg Luber  (* 28. Januar 1912 in Nürnberg; † 19. März 1980 ebenda) war deutscher Fußballspieler. Mit dem 1. FC Nürnberg gewann er den Tschammerpokal 1939.
Luber wurde 1932 in die Männermannschaft des 1. FC Nürnberg aufgenommen und bestritt mit ihr am 4. Juni 1932 bei einem freundschaftlichen Vergleich in Jena sein erstes Spiel. Einen Tag später erzielte er gegen den BC Chemnitz sein erstes Tor für den Club. Zwischen 1934 und 1943 wurde Luber mit dem 1. FC Nürnberg siebenmal Gaumeister und kam in den Endrundenspielen zur deutschen Meisterschaft in neun Begegnungen zum Einsatz. Im Frühjahr 1935 urteilte die Berliner „Fußballwoche“ über Luber: „Ungemein zäh, wenn auch noch nicht geschliffen genug. In dem jungen Mann steckt aber was!“ Nachdem er 1936 im siegreichen Endspiel (2:1 gegen Fortuna Düsseldorf) nicht zum Einsatz gekommen war, gewann Luber mit dem Tschammerpokal 1939 seinen einzigen Titel. Am 28. April 1940 stand er als rechter Mittelfeldspieler mit dem 1. FC Nürnberg im Pokalendspiel gegen den SV Waldhof Mannheim, der Club gewann mit 2:0. Mit 31 Jahren beendete Luber 1943 seine Fußball-Laufbahn beim 1. FC Nürnberg. Innerhalb von zwölf Jahren hatte er als etatmäßiger Mittelfeldakteur für den FCN 303 Spiele bestritten. 1984 zeichnete ihn der BFV Mittelfranken mit der silbernen Ehrennadel aus. 